# Konstanty Władysław Pac
Konstanty Władysław Pac herbu Gozdawa (ur. 1620 w Wilnie, zm. 1686) – marszałek Trybunału Głównego Wielkiego Księstwa Litewskiego w 1678 roku, chorąży-pułkownik wojsk litewskich, chorąży nadworny litewski w 1658 roku, starosta wasilkowski, wójt wasilkowskii, poseł na sejmy.

## Życiorys
Wnuk wojewody mińskiego Jana Paca i jego żony Zofii Anny z ks. Wiśniowieckich h. Korybut. Syn Aleksandra i Zofii z ks. Hołowczyńskich h. Łabędź, córki kasztelana mścisławskiego Konstantego Hołowczyńskiego.
7 marca 1658 mianowano go chorążym nadwornym litewskim. Funkcję tę sprawował do 1681. Poseł na sejm nadzwyczajny 1658 roku. Na sejmie 1658 został wyznaczony na komisarza do zapłaty wojska litewskiego. 9 listopada 1659 został porucznikiem chorągwi husarskiej kanclerza litewskiego Krzysztofa Paca. Na sejm 1664 został obrany na posła wojskowego. Poseł sejmiku połockiego na sejm nadzwyczajny abdykacyjny 1668 roku. Był na sejmie we wrześniu 1668 i podpisał akt abdykacji Jana Kazimierza. W 1669 podpisał elekcję Michała Korybuta Wisniowieckiego z województwem połockim. W 1671 brał udział w komisji wojskowej w Wilnie. Był członkiem konfederacji kobryńskiej wojsk Wielkiego Księstwa Litewskiego w 1672 roku. Elektor Jana III Sobieskiego z województwa połockiego w 1674 roku. W 1678 został marszałkiem Trybunału Litewskiego. Ufundował dwa kościoły: w 1681 w Kniażycach Świętego Mikołaja dla dominikanów, do których miał wstąpić jego syn Aleksander, w 1682 w Berezynie dla bernardynów. Został pochowany w kościele Bernardynów w Berezynie.
Z Aleksandrą Lisowską h. Lis, córką rotmistrza Jan Lissowskiego i Marianny z Druckich-Sokolnickich, miał dzieci:
- Michała Kazimierza – kasztelana połockiego
- Aleksandra – zakonnika u dominikanów
- Mikołaja Andrzeja – starostę kowieńskiego, wareckiego, wilejskiego.